# Eva Rivas
Valerija Aleksandrovna Rešetnikova-Caturjan (arménsky Վալերիա Ռուստետնիկովա-Ծատուրյան, rusky Валерия Александровна Решетникова-Цатурян; * 13. července 1987 Rostov na Donu), známější jako Eva Rivas, je rusko-arménská zpěvačka. Reprezentovala Arménii na Eurovision Song Contest 2010 s písní „Apricot Stone“. V roce 2014 byla porotkyní ve třetí řadě pořadu The Voice of Armenia.

## Mládí a kariéra
Narodila se a vyrůstala v ruském Rostově na Donu. Její matka Piruza Karapetovna Rešetnikova-Caturjan je Arménka, která se narodila v Jerevanu. Otec Alexandr Alexandrovič Rešetnikov se narodil ve Vladivostoku. Umělecké jméno Eva Rivas převzala od své řecké prababičky.
Dvakrát získala titul Malá slečna Rostova. V roce 1999 zpívala arménskou píseň z repertoáru Rosi Armen, kdy získala dvě stříbrné medaile na prvních ruských delfských hrách v Saratově. Když žila a vyrůstala v Rostově, zpívala v arménském souboru Arevik, který v roce 2000 získal ocenění Skupina roku.
V roce 2005 získala tituly Zlatý hlas Rostova-na-Donu, Miss Perla Donu a ocenění Vicemiss Kavkazu, který se konal v Jerevanu. Vyhrála první cenu ve výroční soutěži Pjesnja Goda Armenii, která se konala v Moskvě. Tam se seznámila se svým budoucím producentem Valjeriem Saarjanem. V roce 2007 získala třetí místo v písňové soutěži Pět hvězd, která se konala v Soči. V roce 2008 začala spolupracovat s moskevským producentským centrem Armenija Prodakšn.

## Eurovision Song Contest 2010
14. února 2010 vyhrála arménské národní kolo a reprezentovala Arménii na Eurovision Song Contest 2010 s písní „Apricot Stone“. Text napsal Keren Kavaleryan a hudbu složil Armen Martirosyan. V semifinále soutěže se umístila na šestém místě a postoupila do finále, kde vystoupila jako 21. v pořadí a umístila se sedmá s celkovým počtem 141 bodů.
V roce 2012 se chtěla do soutěže vrátit, Arménie se ale rozhodla v tomto roce z Eurovize odstoupit.